# Як-38М
Як-38М (внутреннее обозначение: изделие ВММ, заводское обозначение: изделие 82, по кодификации НАТО: Forger-A — рус. поддельщик) — палубный штурмовик самолёт вертикального взлёта и посадки разработки ОКБ Яковлева. Является модернизированной версией палубного штурмовика Як-38.

## История

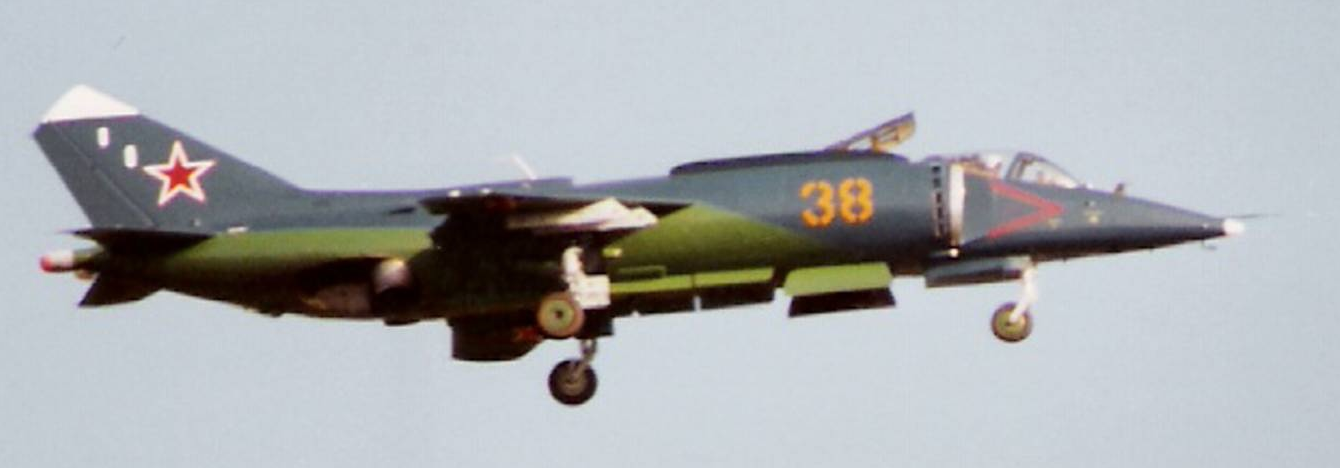
Як-38М в режиме висения во время демонстрационного полёта на авиасалоне Фарнборо-1992

Из-за неудовлетворительных лётно-технических параметров и значительных проблем в эксплуатации Як-38, в конце 70-х годов прошлого века в КБ Яковлева начались работы по модернизации самолёта. Одновременно прорабатывалось несколько проектов.
Проект изделия «ВММ» предполагал установить на машину усовершенствованные двигатели с повышенной тягой, доработать воздухозаборники, крыло, стабилизатор, сделать управляемой переднюю стойку шасси, а для увеличения дальности полёта сделать возможной подвеску дополнительных топливных баков. Согласно проекту по изделию «39», намечались замена двигателей силовой установки на более мощные, увеличение площади крыла, размещение нового прицельно-навигационного комплекса ПРНК-39 и радиолокационной станции. Затем начались работы по изделию «48» (будущий Як-41М, или Як-141).
Рыбинское НПО «Союз»  доработало подъемно-маршевый двигатель Р-27В-300 путём установки нового сопла и увеличенного ротора низкого давления. Двигатель получил шифр Р28-300, или изделие «59».
В результате были заложены к постройке две опытные машины «82-1» и «82-2» (изделие 82). Первая предназначалась для статиспытаний, а вторая — для отработки силовой установки. Постройка машин была закончена в 1982 году.
Лётные испытания начались в 1983 году. Ещё до начала испытаний было принято решение о запуске самолёта в серию и замены в производстве Як-38. Серийный самолёт получил название Як-38М (модернизированный).
Весной 1984 года начались лётные испытания первого опытного экземпляра «82-1» на тяжелом авианесущем крейсере «Минск».

## Конструкция
Внешне Як-38М практически не отличается от предыдущей модели СВВП.
Модернизированный самолёт отличался новой силовой установкой, воздухозаборниками, некоторыми изменениями в конструкции фюзеляжа и несущих поверхностей, поворотной передней стойкой шасси и возможностью установки подвесных топливных баков. Изменения коснулись состава оборудования и вооружения.

## Модификации
| Название модели                  | Краткие характеристики, отличия. |
| -------------------------------- | --- |
| Як-38М (изделие ВММ, изделие 82) | Модернизированная версия штурмовика Як-38, производилась серийно. |
| Як-38МП                          | Проект многоцелевого истребителя ВВП на базе Як-38М. На нём предполагалось использование системы управления вооружением С-41. Кроме того, крыло должно было иметь небольшое удлинение в передней части подобно AV-8B. |
| Як-38МЦ                          | Проект многоцелевого истребителя ВВП на базе Як-38М, прорабатывался в 1983—1984 годах. На нём предполагалось использование ракет Х-31, Р-27 и Р-77.                                                                   |

## Лётно-технические характеристики

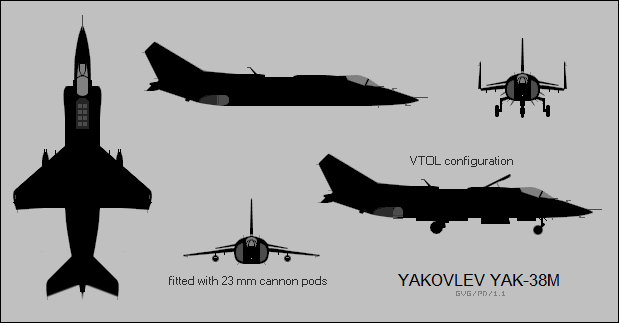
Проекции Як-38М

Источник

### Технические характеристики
- Экипаж: 1 человек
- Длина: 16,37 м
- Размах крыла:
  - в сложенном положении: 4,45 м
  - в развернутом положении: 7,022 м
- Высота: 4,25 м
- Площадь крыла: 18,41 м²
- Масса:
  - пустого: 7 500 кг
  - максимальная взлетная масса:
    - при разбеге: 11 800 кг
    - при вертикальном взлете: 10 800 кг

  - масса топлива:
    - внутри: 2 750 кг
    - в ПТБ: 800 кг
- Двигатели:
  - Подъёмно-маршевый двигатель Р28В-300
    - тип двигателя: турбореактивный одноконтурный с управляемым вектором тяги
    - количество: 1
    - максимальная тяга: 1 × 7 100 кгс
    - управление вектором тяги: −90°

  - Подъёмный двигатель РД-38
    - тип двигателя: турбореактивный одноконтурный
    - количество: 2
    - максимальная тяга: 2 × 3 250 кгс

### Лётные характеристики
- Максимальная скорость:
  - на высоте: нет данных
  - у земли: 1 210 км/ч
- Практический потолок: 12 000 м
- Максимальная эксплуатационная перегрузка: 6 g

### Вооружение
- Боевая нагрузка:
  - при разбеге: 2 000 кг
  - при вертикальном взлете: 1 000 кг
- Точки подвески: 4

### Рекомендуемая литература
- Yefim Gordon. Yakovlev Yak-36, Yak-38 & Yak-41: The Soviet 'Jump Jets' / Translation by Dmitriy Komissarov. — Hinckley, England, UK: Midland Publishing, 2008. — 145 p. — ISBN 978-1-85780-287-0.

### Другие издания по теме
- Балакин С. А., Заблоцкий В. П. Советские авианосцы. Авианесущие крейсера адмирала Горшкова. — М.: Коллекция, Яуза, ЭКСМО, 2007. — 240 с. — 3000 экз. — ISBN 978-5-699-20954-5.
- Лунёв Ю. Вертикалка // Мир авиации. — М., 1994. — № 6. — С. 16-25. — ISSN 0869-7450.
- Ружицкий Е. И. Европейские самолёты вертикального взлёта. — М.: Астрель, АСТ, 2000. — 256 с. — 10 000 экз. — ISBN 5-271-00863-0 (ООО "Издательство Астрель"), ISBN 5-17-002848-2 (ООО "Издательство АСТ").
- Фомин А. В. Су-33. Корабельная эпопея. — М.: РА Интервестник, 2003. — 248 с. — ISBN 5-93511-006-7.
- John Fricker and Piotr Butowski. Yakovlev's V/STOL Fighters. Yak-36, Yak-38, Yak-41 and Yak-141. — Hinckley, England, UK: Midland Publishing, 1995. — ISBN 1-85780-041-9.